# Danh sách trọng tài tham dự World Cup Cricket 2011
Các trọng tài tham dự World Cup Cricket 2011 được lựa chọn bởi Umpire selection panel và công bố vào ngày 12 tháng 12 năm 2010. Hội đồng đã lựa chọn 18 trọng tài chính và 1 trọng tài dự khuyết: 5 từ Australia, 6 từ châu Á, 3 từ Anh, 2 từ New Zealand và 1 từ mỗi nước Nam Phi và West Indies. Ngoài ra cũng chọn 5 match referees cho giải này.
Hội đồng lựa chọn gồm có các thành viên: David Richardson (ICC General Manager - Cricket), Ranjan Madugalle (ICC Chief Match Referee), David Lloyd (cựu vận động viên, huấn luyện viên, trọng tài và hiện tại là bình luận viên truyền hình) và Srinivas Venkataraghavan (cựu trọng tài).

## Umpires
Trong danh sách, 12 Umpires có cấp độ Elite Panel of ICC Umpires cùng với 6 người có cấp độ International Panel of Umpires and Referees. Cùng với đó là 1 trọng tài dự khuyết: Enamul Haque từ Bangladesh bắt các trận đấu khởi động và khi cần có thể bắt chính tại giải.
| Umpire                 | Quốc gia     | Cấp độ        | Số trận đã bắt chính | Số trận đã bắt chính tại World Cup |
| ---------------------- | ------------ | ------------- | -------------------- | ---------------------------------- |
| Asad Rauf              | Pakistan     | Elite         | 83                   | 8                                  |
| Billy Bowden           | New Zealand  | Elite         |                      |                                    |
| Billy Doctrove         | West Indies  | Elite         | 101                  | 8                                  |
| Aleem Dar              | Pakistan     | Elite         | 138                  | 14                                 |
| Simon Taufel           | Australia    | Elite         |                      |                                    |
| Steve Davis            | Australia    | Elite         |                      |                                    |
| Tony Hill              | New Zealand  | Elite         |                      |                                    |
| Asoka de Silva         | Sri Lanka    | Elite         | 110                  | 10                                 |
| Ian Gould              | England      | Elite         | 48                   | 3                                  |
| Daryl Harper           | Australia    | Elite         |                      |                                    |
| Marais Erasmus         | South Africa | Elite         |                      |                                    |
| Rod Tucker             | Australia    | Elite         |                      |                                    |
| Shavir Tarapore        | India        | International |                      |                                    |
| Bruce Oxenford         | Australia    | International |                      |                                    |
| Amiesh Saheba          | India        | International |                      |                                    |
| Richard Kettleborough  | England      | International |                      |                                    |
| Nigel Llong            | England      | International |                      |                                    |
| Kumar Dharmasena       | Sri Lanka    | International |                      |                                    |
| Enamul Haque (reserve) | Bangladesh   | International |                      |                                    |

| \| Referee \| Quốc gia \| \| ---------------- \| ----------- \| \| Ranjan Madugalle \| Sri Lanka \| \| Roshan Mahanama \| Sri Lanka \| \| Andy Pycroft \| Zimbabwe \| \| Jeff Crowe \| New Zealand \| \| Chris Broad \| England \| 1. 2. 3. - Match officials announced by the ICC. Lưu trữ ngày 6 tháng 4 năm 2012 tại Wayback Machine ICC website. Bản mẫu:2011 Cricket World Cup Bản mẫu:2011 Cricket World Cup finalists |             |
| Referee | Quốc gia    |
| Ranjan Madugalle | Sri Lanka   |
| Roshan Mahanama | Sri Lanka   |
| Andy Pycroft | Zimbabwe    |
| Jeff Crowe | New Zealand |
| Chris Broad | England     |

| Referee          | Quốc gia    |
| ---------------- | ----------- |
| Ranjan Madugalle | Sri Lanka   |
| Roshan Mahanama  | Sri Lanka   |
| Andy Pycroft     | Zimbabwe    |
| Jeff Crowe       | New Zealand |
| Chris Broad      | England     |